# Campeonato Uruguayo de Segunda División 2016
El Campeonato Uruguayo 2016 (también conocido como Campeonato Uruguayo Especial o Campeonato Transición) constituyó el 75.º torneo de segunda división profesional del fútbol uruguayo organizado por la AUF, correspondiente al segundo semestre del 2016. Además, llevó el nombre Alfonso Arona.
El 24 de agosto de 2016, el Consejo de Liga decidió la fecha de inicio del campeonato, fue fijado el 10 de septiembre, además se confirmaron 13 equipos, debido a que al no ser una competición obligatoria, Oriental y Huracán no fueron parte del torneo.
El fixture se sorteó el 5 de septiembre, quedaron definidas las 13 fechas, con un equipo libre en cada una.

## Formato del campeonato
Se realizó un campeonato especial de un solo semestre para readaptar el calendario que volverá a ser a partir de 2017 una temporada anual de enero a diciembre. Por esta situación se puso en juego únicamente un ascenso y ningún descenso. Además se permitió que los equipos que no jugaran el torneo mantuvieran su plaza en la Segunda División para 2017. Fueron dos los que decidieron no participar, Huracán del Paso de la Arena y Oriental de La Paz.
El torneo se disputó a una sola rueda, todos contra todos, ascendió el equipo con mejor puntaje, que resultó El Tanque Sisley.

## Equipos participantes

### Relevos temporada anterior
| Club             | Descendido como                |
| ---------------- | ------------------------------ |
| Rentistas        | 14° Tabla del descenso 2015-16 |
| El Tanque Sisley | 15° Tabla del descenso 2015-16 |
| Villa Teresa     | 16° Tabla del descenso 2015-16 |

| Club    | Ascendido como                           |
| ------- | ---------------------------------------- |
| Cerrito | Campeón Segunda División Amateur 2015-16 |

| Club           | Ascendido como                         |
| -------------- | -------------------------------------- |
| Rampla Juniors | Campeón Segunda División 2015-16       |
| Boston River   | Subcampeón Segunda División 2015-16    |
| Villa Española | Tercer puesto Segunda División 2015-16 |

| Club  | Descendido como                |
| ----- | ------------------------------ |
| Rocha | 15° Tabla del descenso 2015-16 |

| Club                         |                                          |
| ---------------------------- | ---------------------------------------- |
| Huracán del Paso de la Arena | No participó de la Segunda División 2016 |
| Oriental de La Paz           | No participó de la Segunda División 2016 |

### Datos de los equipos
|  | Club                |  | Ciudad         | Estadio             | Capacidad | Fundación               | Temp. 1° Div. | Temp. 2° Div. | Camp. 2° Div. | 2015/16   |
|  | ------------------- |  | -------------- | ------------------- | --------- | ----------------------- | ------------- | ------------- | ------------- | --------- |
|  | Atenas              |  | San Carlos     | Domingo Burgueño    | 25.000    | 1 de mayo de 1928       | 2             | 13            | -             | 8°        |
|  | Canadian            |  | Sarandí Grande | Batalla de Sarandí  | 2.000     | 12 de diciembre de 2010 | -             | 2             | -             | 12°       |
|  | Central Español     |  | Montevideo     | Palermo             | 6.500     | 5 de enero de 1905      | 64            | 35            | 3             | 13°       |
|  | Cerrito             |  | Montevideo     | Parque Maracaná     | 8.000     | 28 de octubre de 1929   |               | 31            |               | (2ºDA) 1° |
|  | Cerro Largo         |  | Melo           | Ubilla              | 9.000     | 19 de noviembre de 2002 | 5             | 8             | -             | 4°        |
|  | Deportivo Maldonado |  | Maldonado      | Domingo Burgueño    | 25.000    | 25 de agosto de 1928    | 6             | 13            | -             | 10°       |
|  | El Tanque Sisley    |  | Florida        | Campeones Olímpicos | 7.000     | 16 de abril de 1941     | 7             | 30            | -             | (1ºD) 15° |
|  | Miramar Misiones    |  | Montevideo     | Méndez Piana        | 6.500     | 26 de marzo de 1906     | 25            | 23            | 3             | 5°        |
|  | Progreso            |  | Montevideo     | Paladino            | 5.400     | 30 de abril de 1917     | 21            | 49            | 2             | 9°        |
|  | Rentistas           |  | Montevideo     | Complejo Rentistas  | 10.600    | 26 de marzo de 1933     | 26            | 25            | -             | (1ºD) 14° |
|  | Tacuarembó          |  | Tacuarembó     | Goyenola            | 8.000     | 11 de noviembre de 1998 | 14            | 5             | -             | 15°       |
|  | Torque              |  | Montevideo     | Nasazzi             | 5.002     | 26 de diciembre de 2007 | -             | 5             | -             | 6°        |
|  | Villa Teresa        |  | Montevideo     | Nasazzi             | 5.002     | 1 de junio de 1941      | 1             | 12            |               | (1ºD) 16° |

## Fixture

### Fecha 1
El torneo comenzó en 10 de septiembre, con Progreso como equipo libre. El partido televisado fue el de Miramar Misiones y Villa Teresa.
Quedó como líder Cerro Largo, por lograr la victoria con una mayor diferencia de goles, por 3 a 0.
| Miramar Misiones    | 1:0 | Villa Teresa     | Parque Palermo          | 10 de septiembre | 10:00 |
| Rentistas           | 2:1 | Canadian         | Complejo Rentistas      | 10 de septiembre | 15:30 |
| Cerrito             | 0:2 | El Tanque Sisley | Maracaná                | 10 de septiembre | 15:30 |
| Cerro Largo         | 3:0 | Central Español  | Ubilla                  | 10 de septiembre | 15:30 |
| Torque              | 2:0 | Tacuarembó       | Nasazzi                 | 10 de septiembre | 15:30 |
| Deportivo Maldonado | 1:1 | Atenas           | Domingo Burgueño Miguel | 11 de septiembre | 15:30 |

### Fecha 2
Canadian fue el equipo libre de actividad. El partido televisado fue el de Rentistas y Cerro Largo.
El único equipo que logró un triunfo en las dos primeras fechas fue El Tanque Sisley, por lo que culminó la jornada como líder con 6 puntos.
| Rentistas        | 1:1 | Cerro Largo         | Complejo Rentistas      | 17 de septiembre | 10:10 |
| Tacuarembó       | 0:2 | Deportivo Maldonado | Goyenola                | 17 de septiembre | 15:30 |
| El Tanque Sisley | 4:0 | Miramar Misiones    | Obdulio Varela          | 17 de septiembre | 15:30 |
| Central Español  | 2:0 | Progreso            | Parque Palermo          | 17 de septiembre | 15:30 |
| Villa Teresa     | 3:0 | Cerrito             | Nasazzi                 | 17 de septiembre | 15:30 |
| Atenas           | 3:1 | Torque              | Domingo Burgueño Miguel | 18 de septiembre | 15:30 |

### Fecha 3
Televisaron el encuentro entre El Tanque Sisley y Central Español, y como resultó ganador El Tanque, quedó en primer lugar de la tabla al ser el único equipo con puntaje ideal en las 3 primeras fechas. El equipo libre de actividad fue Villa Teresa.
| El Tanque Sisley | 1:0 | Central Español     | Obdulio Varela          | 24 de septiembre | 10:10 |
| Torque           | 3:2 | Canadian            | Nasazzi                 | 24 de septiembre | 15:30 |
| Tacuarembó       | 0:1 | Rentistas           | Raúl Goyenola           | 24 de septiembre | 15:30 |
| Cerrito          | 0:3 | Deportivo Maldonado | Maracaná                | 24 de septiembre | 15:30 |
| Cerro Largo      | 1:0 | Progreso            | Ubilla                  | 24 de septiembre | 15:30 |
| Atenas           | 1:1 | Miramar Misiones    | Domingo Burgueño Miguel | 25 de septiembre | 15:30 |

### Fecha 4
Progreso contra Rentistas fue el juego que se televisó, resultó ganador el equipo visitante.
Quien era líder con puntaje ideal en las tres primeras fechas, El Tanque Sisley, perdió su invicto. Quedaron posicionados en primer lugar Deportivo Maldonado, Cerro Largo y Rentistas, con 10 puntos, luego de tres triunfos y un empate cada uno.
Atenas no tuvo actividad en la fecha.
| Progreso            | 0:3                                                                                                   | Rentistas        | Paladino                | 1º de octubre | 10:10 |
| Canadian            | 2:1                                                                                                   | Cerrito          | Batalla de Sarandí      | 1º de octubre | 15:30 |
| Central Español     | 2:0                                                                                                   | Torque           | Parque Capurro          | 1º de octubre | 15:30 |
| Cerro Largo         | 2:1                                                                                                   | El Tanque Sisley | Ubilla                  | 1º de octubre | 15:30 |
| Miramar Misiones    | 0:1 (enlace roto disponible en Internet Archive; véase el historial, la primera versión y la última). | Tacuarembó       | Méndez Piana            | 2 de octubre  | 10:10 |
| Deportivo Maldonado | 3:1                                                                                                   | Villa Teresa     | Domingo Burgueño Miguel | 2 de octubre  | 15:30 |

### Fecha 5
Rentistas y Miramar Misiones jugaron en el Complejo Rentistas, fue el partido televisado de la fecha y resultó ganador el equipo local.
Los clubes que quedaron como líderes al término de la quinta fecha, fueron Deportivo Maldonado y Rentistas, con 13 puntos, producto de 4 victorias y un empate.
Quedó libre de actividad en la jornada El Tanque Sisley.
| Rentistas       | 2:1 | Miramar Misiones    | Complejo Rentistas      | 8 de octubre | 10:10 |
| Cerrito         | 2:0 | Tacuarembó          | Maracaná                | 8 de octubre | 15:30 |
| Progreso        | 1:2 | Torque              | Paladino                | 8 de octubre | 15:30 |
| Atenas          | 4:0 | Cerro Largo         | Domingo Burgueño Miguel | 8 de octubre | 15:30 |
| Central Español | 0:1 | Deportivo Maldonado | Parque Palermo          | 8 de octubre | 15:30 |
| Villa Teresa    | 1:1 | Canadian            | Nasazzi                 | 9 de octubre | 15:30 |

### Fecha 6
Fue transmitido por televisión el partido entre Miramar Misiones y Progreso.
El club que quedó libre fue Rentistas,  pero se mantuvo como líder junto a Deportivo Maldonado y Cerro Largo, a pesar de que los dos clubes perdieron sus partidos. A un punto, quedó El Tanque Sisley al lograr una victoria.
| Miramar Misiones    | 1:0 | Progreso         | Méndez Piana            | 15 de octubre | 10:10 |
| Torque              | 2:3 | Villa Teresa     | Nasazzi                 | 15 de octubre | 16:30 |
| Tacuarembó          | 0:1 | Central Español  | Goyenola                | 15 de octubre | 16:30 |
| Cerro Largo         | 1:0 | Canadian         | Ubilla                  | 15 de octubre | 16:30 |
| Cerrito             | 0:3 | Atenas           | Maracaná                | 15 de octubre | 16:30 |
| Deportivo Maldonado | 2:3 | El Tanque Sisley | Domingo Burgueño Miguel | 16 de octubre | 16:30 |

### Fecha 7
La séptima fecha comenzó con el partido televisado, entre Villa Teresa y Cerro Largo, la visita se impuso 2 a 1.
No tuvo actividad el Club Atlético Torque.
Quedaron como líderes Rentistas y Cerro Largo, con 16 puntos.
| Villa Teresa        | 1:2 | Cerro Largo      | Nasazzi                 | 22 de octubre | 10:10 |
| Canadian            | 1:3 | Atenas           | Batalla de Sarandí      | 22 de octubre | 16:30 |
| Central Español     | 1:1 | Miramar Misiones | Parque Palermo          | 22 de octubre | 16:30 |
| Progreso            | 2:1 | Cerrito          | Paladino                | 22 de octubre | 16:30 |
| Tacuarembó          | 1:3 | El Tanque Sisley | Goyenola                | 22 de octubre | 16:30 |
| Deportivo Maldonado | 1:2 | Rentistas        | Domingo Burgueño Miguel | 23 de octubre | 16:30 |

### Fecha 8
Televisaron el partido entre Miramar Misiones y Cerro Largo.
Debido a que Cerro Largo ganó su partido y Rentistas empató el suyo, los Arachanes quedaron como únicos punteros, con 19 puntos.
Tacuarembó fue el equipo que tuvo libre la fecha.
| Miramar Misiones | 0:1 | Cerro Largo         | Méndez Piana            | 29 de octubre | 10:10 |
| Canadian         | 3:3 | Deportivo Maldonado | Batalla de Sarandí      | 29 de octubre | 16:30 |
| Atenas           | 1:1 | Rentistas           | Domingo Burgueño Miguel | 29 de octubre | 16:30 |
| Cerrito          | 0:0 | Torque              | Maracaná                | 29 de octubre | 16:30 |
| El Tanque Sisley | 1:0 | Progreso            | Campeones Olímpicos     | 29 de octubre | 16:30 |
| Villa Teresa     | 1:0 | Central Español     | Nasazzi                 | 30 de octubre | 16:30 |

### Fecha 9
Rentistas y El Tanque Sisley abrieron la fecha, fue el partido televisado.
Cerro Largo era líder pero tuvo libre y perdió el puesto, ya que su escolta El Tanque Sisley ganó y quedó como único puntero con 21 puntos.
| Rentistas           | 0:1 | El Tanque Sisley | Complejo Rentistas      | 12 de noviembre | 10:10 |
| Canadian            | 3:3 | Tacuarembó       | Batalla de Sarandí      | 12 de noviembre | 16:30 |
| Central Español     | 3:0 | Cerrito          | Parque Palermo          | 12 de noviembre | 16:30 |
| Deportivo Maldonado | 1:1 | Progreso         | Domingo Burgueño Miguel | 12 de noviembre | 16:30 |
| Torque              | 2:1 | Miramar Misiones | Nasazzi                 | 12 de noviembre | 16:30 |
| Atenas              | 2:1 | Villa Teresa     | Domingo Burgueño Miguel | 13 de noviembre | 16:30 |

### Fecha 10
El juego televisado fue entre Torque y Cerro Largo. Mientras que Central Español no tuvo actividad.
Se mantuvo como líder El Tanque Sisley, ya que salió victorioso en su partido, y alcanzó los 24 puntos. Atenas quedó en segundo lugar con un triunfo, aprovecharon que Cerro Largo empató y llegaron a los 21 puntos.
| Miramar Misiones | 1:0 | Deportivo Maldonado | Méndez Piana        | 18 de noviembre | 16:30 |
| Torque           | 0:0 | Cerro Largo         | Nasazzi             | 19 de noviembre | 10:10 |
| Cerrito          | 2:1 | Rentistas           | Maracaná            | 19 de noviembre | 16:30 |
| Progreso         | 0:1 | Atenas              | Paladino            | 19 de noviembre | 16:30 |
| Tacuarembó       | 2:1 | Villa Teresa        | Goyenola            | 19 de noviembre | 16:30 |
| El Tanque Sisley | 2:0 | Canadian            | Campeones Olímpicos | 19 de noviembre | 16:30 |

### Fecha 11
Fue televisado el partido entre El Tanque Sisley y Torque. El Club Sportivo Cerrito tuvo la jornada libre.
A pesar de que empató su partido y su escolta ganó el suyo, se mantuvo como líder El Tanque con 25 puntos, mientras que con un punto menos quedó Atenas.
| El Tanque Sisley    | 1:1 | Torque           | Campeones Olímpicos     | 26 de noviembre | 10:10 |
| Villa Teresa        | 3:1 | Rentistas        | Nasazzi                 | 26 de noviembre | 10:10 |
| Central Español     | 0:1 | Atenas           | Palermo                 | 26 de noviembre | 10:10 |
| Deportivo Maldonado | 0:3 | Cerro Largo      | Domingo Burgueño Miguel | 26 de noviembre | 10:10 |
| Canadian            | 3:0 | Miramar Misiones | Batalla de Sarandí      | 26 de noviembre | 15:30 |
| Progreso            | 0:0 | Tacuarembó       | Paladino                | 26 de noviembre | 16:30 |

### Fecha 12
El juego televisado fue entre los clubes que llegaron en los dos primeros lugares de la tabla, El Tanque Sisley y Atenas; debido a que empataron, no hubo cambios en las posiciones. Además el tercero, Cerro Largo, también igualó su juego.
Quedó libre de actividad Deportivo Maldonado.
| Miramar Misiones | 0:0 | Cerrito          | Méndez Piana            | 2 de diciembre | 16:30 |
| Atenas           | 2:2 | El Tanque Sisley | Domingo Burgueño Miguel | 3 de diciembre | 10:10 |
| Cerro Largo      | 0:0 | Tacuarembó       | Ubilla                  | 3 de diciembre | 10:10 |
| Canadian         | 1:0 | Central Español  | Batalla de Sarandí      | 3 de diciembre | 16:30 |
| Villa Teresa     | 1:2 | Progreso         | Nasazzi                 | 3 de diciembre | 16:30 |
| Rentistas        | 1:0 | Torque           | Complejo Rentistas      | 3 de diciembre | 16:30 |

### Fecha 13
Llegaron 3 equipos a la última fecha con posibilidades de ascender, El Tanque Sisley, Atenas y Cerro Largo, con 26, 25 y 24 puntos respectivamente.
Miramar Misiones cerró su participación en la fecha anterior, tuvo libre en la jornada final.
| Rentistas            | 2:2 | Central Español     | Complejo Rentistas  | 9 de diciembre  | 16:30 |
| Tacuarembó           | 1:0 | Atenas              | Goyenola            | 10 de diciembre | 10:10 |
| El Tanque Sisley (C) | 2:1 | Villa Teresa        | Campeones Olímpicos | 10 de diciembre | 10:10 |
| Cerro Largo          | 3:1 | Cerrito             | Ubilla              | 10 de diciembre | 10:10 |
| Progreso             | 1:0 | Canadian            | Paladino            | 10 de diciembre | 16:30 |
| Torque               | 0:1 | Deportivo Maldonado | Nasazzi             | 10 de diciembre | 16:30 |

## Estadística

### Tabla de posiciones
|                                                | Pos. | Equipos              |  | PJ | PG | PE | PP | GF | GC | Dif. | Puntos |
| ---------------------------------------------- | ---- | -------------------- |  | -- | -- | -- | -- | -- | -- | ---- | ------ |
| Entró                                          | 1.   | El Tanque Sisley (C) |  | 12 | 9  | 2  | 1  | 24 | 9  | +15  | 29     |
|                                                | 2.   | Atenas               |  | 12 | 8  | 4  | 0  | 21 | 8  | +13  | 28     |
|                                                | 3.   | Cerro Largo          |  | 12 | 8  | 3  | 1  | 17 | 8  | +9   | 27     |
|                                                | 4.   | Rentistas            |  | 12 | 6  | 4  | 3  | 17 | 13 | +4   | 21     |
|                                                | 5.   | Deportivo Maldonado  |  | 12 | 5  | 3  | 4  | 18 | 15 | +3   | 18     |
|                                                | 6.   | Torque               |  | 12 | 4  | 3  | 5  | 13 | 15 | -2   | 15     |
|                                                | 7.   | Central Español      |  | 12 | 4  | 2  | 6  | 11 | 11 | 0    | 14     |
|                                                | 8.   | Villa Teresa         |  | 12 | 4  | 1  | 7  | 17 | 18 | -1   | 13     |
|                                                | 9.   | Canadian             |  | 12 | 3  | 3  | 6  | 17 | 20 | -3   | 12     |
|                                                | 10.  | Miramar Misiones     |  | 12 | 3  | 3  | 6  | 7  | 15 | -8   | 12     |
|                                                | 11.  | Progreso             |  | 12 | 3  | 2  | 7  | 7  | 14 | -7   | 11     |
|                                                | 12.  | Tacuarembó           |  | 12 | 2  | 3  | 7  | 7  | 16 | -9   | 9      |
|                                                | 13.  | Cerrito              |  | 12 | 2  | 2  | 8  | 7  | 22 | -15  | 8      |
| Última actualización: 10 de diciembre de 2016. |      |                      |  |    |    |    |    |    |    |      |        |

| Entró | Campeón de Segunda División y ascenso a Primera División. |

### Goleadores
| Jugador              | Equipo              | Goles |
| -------------------- | ------------------- | ----- |
| Franco López         | El Tanque Sisley    | 8     |
| Raúl Tarragona       | Rentistas           | 7     |
| Matías Abisab        | Deportivo Maldonado | 6     |
| Federico Castellanos | Atenas              | 5     |
| Yonatan Jordan       | Atenas              | 4     |
| Rodrigo Pollero      | Cerro Largo         | 4     |
| Leonardo Ramos       | Atenas              | 4     |
| Jorge Trinidad       | Canadian            | 4     |
| Richard Dorrego      | Rentistas           | 3     |
| Diego Martiñones     | Torque              | 3     |
| Simón Vanderhoeght   | Atenas              | 3     |
| Juan Martín Gonella  | Deportivo Maldonado | 3     |
| Luis Machado         | El Tanque Sisley    | 3     |
| Lucas De Olivera     | Canadian            | 2     |
| Esteban González     | Cerro Largo         | 2     |
| Santiago Charamoni   | Central Español     | 2     |
| Santiago Ciganda     | Deportivo Maldonado | 2     |